# حكم النبي محمد (كتاب)
حكم النبي محمد: ألف ليو تولستوي هذا الكتاب دفاعًا عن الإسلام في مواجهة التزوير والتلفيق اللذين لَحِقَا بالإسلام والنبي محمد على يد جمعيات المبشِّرين في قازان، والذين صوَّروا دين الإسلام على غير حقيقته، وأتهموه بما ليس فيه. فقدَّم ليو تولستوي الحُجَّة وأقام البرهان على المدَّعين عندما اختار مجموعة من أحاديث النبي، وقام بإيرادها بعد مقدِّمة واضحة قال فيها: إنَّ تعاليم صاحب الشريعة الإسلاميَّة هي حِكم عالية ومواعظ سامية تقود الإنسان إلى سواء السبيل، ولا تقلُّ في شيء عن تعاليم الديانة المسيحيَّة، وإنَّ محمدًا هو مؤسِّس الديانة الإسلاميَّة ورسولها، ذلك الدين الذي يدين بهِ في جميع أنحاء الكرة الأرضية مئتا مليون نفس (وقت تأليف الكتاب). وقد وعد تولستوي في خاتمة كتابهِ بأنه سيؤلف كتابًا كبيرًا بعنوان (محمد) يبحث فيهِ عن المزيد من المواضيع.
ترجم عبد الله السهروردي في الهند كتاب أحاديث أو حكم النبي محمد إلى اللغة العربية واتخذ لكتابهِ عنوانًا وهو الآية القرآنية الآتية: (يُرِيدُونَ أَن يُطْفِئُوا نُورَ اللهِ بِأَفْوَاهِهِمْ وَيَأْبَى اللهُ إِلَّا أَن يُتِمَّ نُورَهُ وَلَوْ كَرِهَ الْكَافِرُونَ).
وكانت الأحاديث النبوية المذكورة في الكتاب قد اختارها تولستوي، وقال: (إنها لا تخالف في شيء تعاليم الديانات الأخرى التي ترشد إلى الحق، وتأمر بالمعروف، وتنهى عن المنكر).